# Svetozar Vukmanović
Svetozar Vukmanović, serb. Светозар Вукмановић (ur. 3 sierpnia 1912 w Podgorze, zm. 6 grudnia 2000 w Reževići) – czarnogórski i jugosłowiański polityk, prawnik i wojskowy, wicepremier Jugosławii, wiceminister obrony, minister ds. górnictwa.

## Życiorys
W 1933 roku wstąpił do Komunistycznej Partii Jugosławii. Uczestniczył w organizacji demonstracji, która odbyła się 27 marca 1941 w Belgradzie w przededniu inwazji III Rzeszy na Jugosławię.
W trakcie II wojny światowej był członkiem ruchu oporu i partyzanckiego sztabu generalnego. W latach 1941–1942 dowodził oddziałami partyzanckimi na terytorium Bośni i Hercegowiny. W 1944 roku organizował powstania w Macedonii i Kosowie i uczestniczył w operacji kosowskiej.
Po wojnie był szefem Głównego Zarządu Politycznego Jugosłowiańskiej Armii Ludowej. W latach 1945–1948 pełnił funkcję wiceministra obrony Jugosławii. Był także ministrem ds. górnictwa. W latach 1945–1969 zasiadał w parlamencie. W latach 1954–1958 był wicepremierem.

## Wybrane publikacje
(opracowano na podstawie materiału źródłowego)
- Revolucija koja teče (1971)
- Borba za Balkan (1981)
- Zašto se i kako raspala Jugoslavija (1996)